# Mavka: Skogens väktare
Mavka: Skogens väktare (ukrainska: Мавка. Лісова пісня, Mavka. Lisova pisnja) är en ukrainsk 3D-animerad film från 2023 som bygger på Lesia Ukrajinkas ukrainska versdrama Lisova pisnja (ukrainska: Лісова пісня) från 1911, samt passager ur ukrainsk mytologi. Den är en av fyra filmatiseringar som bygger på Lesia Ukrajinkas pjäs. 
Filmen hade biopremiär i Ukraina 2 mars 2023 och hade biopremiär i Sverige den 29 mars 2024.

## Handling
Filmen beskriver förhållandet mellan skogsandar och människor. Huvudpersonen, en av skogsborna, är den snälla och naiva Mavka, som vaknar på våren för att väcka resten av andarna. För att rädda sin sjuka farbror Lev går musikern Lukasj till den mystiska och förbjudna skogen för att be livets träd om förslag för den grymma Kylyna. Men Kylyna vill använda trädets närande kraft för att få evig ungdom. Mavka beundrar Lukasjs musikaliska talang och känslor uppstår mellan dem.

## Rollista
- Mavka — Natalka Denysenko (tal), Chrystyna Solovij (sång), Kateryna Kuchar och Tajisija Chvostova[32] (rörelser och plasticitet)
- Lukasj — Artem Pyvovarov
- Farbror Lev — Oleh Mychajljuta
- Kylyna — Olena Kravets
- Frol, Kylynas tjänare — Serhij Prytula
- Häxa — Natalja Sumska
- Lukasjs vänner, bymusikanter Nina, Iryna, Olena och Marko — medlemmar i bandet "DachaBracha"
- Sjumnik Huk — Mychajlo Choma
- Sjöjungfru — Julia Sanina
- Skogsarbetare — Nazar Zadniprovskyj
- Den som sitter i klippan — Oleh Skrypka
- Berättare — Nina Matvijenko
- Ukrainska kvinnor — Kateryna Osadtja
- Djur — Petro Tjornyj

### Svenska röster
- Mavka — Norea Sjöquist
- Hyssja — Göran Gillinger
- Lucas — Nicklas Berglund
- Lesh — Anders Öjebo
- Frol — Ludvig Törner
- Kilina — Dominique Pålsson Wiklund
- Ondina — Astrid Tägt
- Övriga röster — Hugo Ekman, Anders Öjebo, Mikael Regenholz, Jannicke Jernström, Josefine Ekman
- Regissör och tekniker — Hans Engström, Mikael Regenholz
- Översättare — Mikael Regenholz
- Producent — Hans Engström
- Svensk version producerad av Nordic United AB[33]

## Produktion

### Förproduktion
I september 2016 vann projektet den nionde ukrainska nationella filmtävlingen, och redan i december undertecknades ett kontrakt för produktionen av filmen Mavka. Lisova pisnja för 25 procent av den ursprungliga budgeten som då uppskattades till 98 078 911 hryvnia. År 2020 godkände Statens råd för filmstöd en knappt dubblering av projektets budget. Studiorna Animagrad och Derzjkino slöt ett nytt avtal, enligt vilket beloppet för statlig finansiering uppgick till 25 000 000 hryvnia respektive 13,35 procent av den reviderade budgeten.
Från och med juli 2021 värderades den totala budgeten för filmen "Mavka. Lisova pisnja" till 187 241 525 hryvnia. Produktionen finansieras delvis av Ukrainas statliga filmbyrå. Med hänsyn till alla förändringar, i allmänhet, kommer andelen statligt deltagande i produktionen av filmen att uppgå till 49 519 728 hryvnia, eller 26,45 procent.

### Produktion
I september 2015 tillkännagav för Film.UA Group produktionsstart för filmen som bygger på Lesja Ukrajinkas klassiska verk — Lisova pisnja. I början av arbetet med filmen försökte utvecklarna anpassa Lisova pisnja för familjeanimation och göra ett lyckligt slut och ta upp ämnen som är relevanta för idag, såsom miljöfrågor.
I mars 2017 genomförde producenterna av Film.UA Group och Animagrad framgångsrikt den första internationella lanseringenb av Mavka. Lisova pisnja på Europas största animationsforum "Cartoon Movie", där Ukraina representerades för första gången. I en traditionell undersökning för forumet kallade många av deltagarna Mavka-pitchen för det bästa av 50 projekt. Producenterna fick feedback från stora aktörer på animationsmarknaden, däribland The Walt Disney Company (Tyskland, Schweiz och Österrike), Annecys internationella festival för animerad film, CANAL+, TF1 International, Super RTL och många fler.
Rättigheterna att visa filmerna i länderna i Mellanöstern och Nordafrika köptes av företaget Mena, en underdistributör till Walt Disney Studios. Koch Films förvärvade rättigheterna i Tyskland och tysktalande länder. Monolith Films blev distributör i Polen; Slovakien och Tjeckien — Cinemart; i Estland, Lettland och Litauen — ACME Film; i Portugal — Cinemundo; i Rumänien, Ungern och Bulgarien — Vertical, medan Blitz förvärvade rättigheterna att visa filmen i Balkan.

### Trailers
Den första trailern till filmen visades den 18 juli 2017; i den förekom en scen som visar Mavkas samband med naturen, och Lukasj som spelar på flöjt. Mavkas design i trailern samstämde med den som visades på det europeiska animationsforumet "Cartoon Movie" den 14 mars 2017.
Den andra trailern offentliggjordes online den 20 december 2021 med en uppdaterad design av huvudrollsinnehavaren, en smärta "vildare, mer skog" enligt producenten Anna Elisejeva.
Den tredje trailern presenterade UA.Group den 1 februari 2023. Den visar Mavkas vinterutstyrsel och spelar soundtracket "Mova Vitru", framfört av Chrystyna Solova och Artem Pivovarov.

## Mavkas universum
Redan innan premiären inleddes ett antal relaterade projekt kring filmen i olika format och på olika plattformar. På så vis har "Mavka" förvandlats till ett plattformsöverskridande varumärke över olika medieformer. Skaparna av filmen kallade denna helhet för "Mavka-universumet".
De första manifestationerna var en samling klänningar från den ukrainska designern Olha Navrotska Mavka av Navro, ett hängsmycke "Mavtjyn Oberih" från smyckeshuset OBERIG, en serie böcker från förlaget "Kyiv budynok knihi"; handgjorda gobelänger från verkstaden Solomija och en AR-applikation från utvecklarna av Signal Red.
Konfektyrföretaget "Lukas" släppte "Mavka"-märkesgodis, företaget "Lantmännen Axa" distribuerade fyra typer av frukostflingor under varumärket Start, mejeriföretaget "Halytjyna" distribuerade yoghurt under varumärket Mavka. Stormarknadskedjan Silpo öppnade en ny butik, som en del av ett licensavtal, helt märkt med illustrationer från den kommande animerade filmen.

## Kontroverser
Efter att information publicerats 2015 om att den välkända ryska manusförfattargruppen "Sahar+1kg" skrev manus till filmen möttes skaparna av kritik och anklagelser om "russifiering" av den typiskt ukrainska mytologiska karaktären "Mavka". När den välkända ukrainske författaren Jurij Vynnytjuk fått veta att filmmanuset skrevs av ryska manusförfattare från den kreativa gruppen "Sahar+1kg" i Sankt Petersburg kritiserade han i synnerhet skaparna för det faktum att de, utöver figurerna i originalromanen, hade lagt till några nya figurer. Efter en diskussion på Facebook med filmens producent Iryna Kostiuk kommenterade Vinnytjuk Kostiuks uttalande med att ”Mavka är inte typisk för ukrainsk mytologi, utan en "slavisk prinsessa"”.
Senare blev det känt att dessa figurer inte kommer att vara relaterade till den kommande animerade filmen, utan endast existera i relaterade produktioner. Istället kommer andra figurer dyka upp i projektet, både kända från Lesja Ukrajinkas arbete, och nya. Uppgifterna om inblandningen av den ryska manusgruppen "Sugar+1kg" har inte bekräftats. Manusförfattaren till projektet var Jaroslaw Wojcišek.

## Mottagande

### Intäkter
Under premiärveckan tjänade filmen in 24,9 miljoner hryvnia, vilket är rekord för inhemska ukrainska produktioner. Efter den andra veckan steg intäkterna till 60 miljoner hryvnia, och antalet tittare var då 466 258 personer.

### Recensioner
Filmen blev gott mottagen av ukrainska kritiker, som mestadels var överens om att Mavka främst var avsedd för barn, så handlingen är mer entydig och optimistisk än i originalet. Grafiken beskrevs som högkvalitativ, även om det noterades att den visuella stilen imiterar "Disney".
Innan filmen släpptes kommenterade den ukrainska animatören Anna Metreveli att det var ett felaktigt koncept att göra Mavka till en 3D-animerad  film. Enligt henne skulle det istället för att imitera Disney vara bättre att göra en stop-motion-animerad dockfilm med naturliga material, vilket skulle betona den ekologiska undertexten.
"Detekor Media" skrev att Mavka definitivt är en stor bedrift för ukrainsk animation, eftersom det bevisar att animerade filmer som inte är sämre än västerländska motsvarigheter kan skapas i Ukraina. Samtidigt noterades att dess goda prestation inte gör Mavka på något sätt särskilt originell i sig. Till stor del bestäms framgången för den tecknade filmen inte av dess konstnärliga drag, utan av omfattande reklam. "Det är osannolikt att det här verket kommer att gå till historien, men vad gäller underhållning för en kväll är det ett helt acceptabelt alternativ".
Enligt Unian är Mavka "en vacker, men alltför förenklad barnsaga." Filmen är av hög kvalitet i alla avseenden och det syns tydligt vad pengarna gick till — allt från grafik till ljud. När det gäller handlingen, även om den kraftigt avviker från originalet, hade fördelaktigt strösslats med aktuella teman samtidigt som filmen uppmärksammar ukrainsk mytologi och kultur utan att vulgarisera det. Samtidigt är publiken för "Mavka" uppenbarligen barn, och vuxna kommer förmodligen att uppfatta den som något primitiv.
"Fakty" svarade att filmen är fylld med olika detaljer, bland vilka det finns både gammalt och nytt. Mavka är "riktigt ljus, kvick och bra." Samtidigt noterades att animationen, som försöker imitera Disney-filmer, är underlägsen den västerländska, och ibland är karaktärerna för teatraliska. Mavka är i alla fall "avsedd för en barnpublik, som inte är så kräsen och kan förlåta vissa brister i animationen".
Enligt ITC:s granskning följer Mavka tydligt Pixars stil utan några försök att göra något autentiskt i grafiken, som bara är snygg. På vissa ställen är scenerna för statiska, vilket särskilt märks i naturbilderna. Filmen "behandlar Ukrainas mytologi på ett ganska muntert sätt", men innehåller inget helt oväntat. Den mänskliga världen, som har steampunk-element, ser mer intressant ut. Inte det största beröm fick röstskådespeleriet. Enligt domen "Det här är ett lite naivt och banalt verk, men för en familjpublik behövs kanske inget annat".